# Indien i olympiska sommarspelen 2016
Indien deltog med 117 deltagare vid de olympiska sommarspelen 2016 i Rio de Janeiro. Totalt tog den indiska truppen två medaljer.